# Caviahue Airport
Caviahue Airport är en flygplats i Argentina.   Den ligger i provinsen Neuquén, i den sydvästra delen av landet, 1 200 km väster om huvudstaden Buenos Aires. Caviahue Airport ligger 1 660 meter över havet. Den ligger vid sjön Lago Agrio.
Terrängen runt Caviahue Airport är huvudsakligen kuperad, men den allra närmaste omgivningen är platt. Trakten runt Caviahue Airport är nära nog obefolkad, med mindre än två invånare per kvadratkilometer..
Omgivningarna runt Caviahue Airport är i huvudsak ett öppet busklandskap.